# Superman (film, 1978)
Superman je britsko-americký dobrodružný film z roku 1978, který natočil Richard Donner. Snímek vychází ze stejnojmenného komiksu o Supermanovi od vydavatelství DC Comics. Titulní postavu ztvárnil Christopher Reeve, v dalších hlavních rolích se objevili také Marlon Brando, Gene Hackman a Margot Kidder. Film je zaměřen na Supermanův původ, jeho rané dětství coby Kal-Ela na Kryptonu a dospívání v zemědělském městečku Smallville. Jako dospělý se v přestrojení za reportéra Clarka Kenta dostane do Metropolisu, kde začne jeho romantický vztah s kolegyní Lois Laneovou. Zároveň však musí jako Superman bojovat proti ďábelskému plánu Lexe Luthora.
V roce 1980 byl do kin uveden navazující snímek Superman 2.

## Příběh
Planetě Krypton hrozí zničení, protože je až moc blízko svému červenému slunci. Jor-El a Lara, rodiče malého Kal-Ela, nemohou ale kvůli rozhodnutí rady opustit planetu. Proto Jor-El pošle svého syna do bezpečí na planetu Zemi. Stane se tak krátce před tím, než Krypton i se svou hvězdou exploduje.
Vesmírná loď Kal-Ela dopadne do Kansasu. Malého chlapce najdou manželé Kentovi, kteří jej vezmou do svého domova ve městečku Smallville a adoptují ho – Kal-El tak dostane jméno Clark Kent. Jeho původ mu však přináší nadlidské schopnosti. Po úmrtí svého adoptivního otce najde jako dospívající mladík krystal, který jej táhne na sever. Clark odejde do Arktidy, kde hodí krystal do vody a v místě se vytvoří ledový palác – kopie paláce z Kryptonu. Zde díky záznamovým krystalům pozná Clark svůj původ, svého otce a zjistí, jak využívat svých schopností, jako je létání, obrovská síla a rychlost, zapalování věcí pohledem, rentgenový zrak, aj. Zde také získá svůj superhrdinský převlek.
Po dvanácti letech strávených v paláci se odstěhuje do velkého města Metropolis. Zde začne pracovat jako reportér v novinách Daily Planet, kde se také seznámí se svou kolegyní Lois Laneovou. Když jí při havárii vrtulníku hrozí smrtelné nebezpečí, Clark se poprvé objeví v superhrdinském trikotu a zachrání ji. Lois se do toho létajícího člověka s obrovskou sílou zamiluje a nazve jej Superman. Netuší však, že je to její nevýrazný kolega z práce, který se skrývá za svými velkými brýlemi.
Zločinecký padouch Lex Luthor má ďábelský plán, jak zbohatnout. Levně nakoupil zdánlivě bezcenné pozemky v poušti a nyní se chystá ukradnout nukleární rakety, kterými chce aktivovat zlom San Andreas a potopit celou Kalifornii. Jeho pozemky by se tak staly lukrativním zbožím na novém západním pobřeží USA. Luthor rovněž sleduje Supermanovo počínání, proto si zajistí úlomky radiaktivního kryptonitu, který jediný může Supermanovi ublížit.
Superman však dokáže Luthorově hrozbě zabránit a rovněž zachrání všechny své novinářské kolegy, kteří byli v ohrožení.

## Obsazení
- Marlon Brando (český dabing: Radoslav Brzobohatý) jako Jor-El
- Gene Hackman (český dabing: Josef Somr) jako Lex Luthor
- Christopher Reeve (český dabing: Vladimír Dlouhý) jako Clark Kent / Superman
- Ned Beatty (český dabing: Jiří Knot) jako Otis
- Jackie Cooper (český dabing: Petr Haničinec) jako Perry White
- Glenn Ford (český dabing: Bohumil Švarc) jako Jonathan Kent
- Trevor Howard (český dabing: ?) jako První starší
- Margot Kidder (český dabing: Jana Boušková) jako Lois Laneová
- Jack O'Halloran (český dabing: ?) jako Non
- Valerie Perrine (český dabing: Naďa Konvalinková) jako Eve Teschmacherová
- Maria Schell (český dabing: ?) jako Vond-Ah
- Terence Stamp (český dabing: Jaroslav Kaňkovský) jako generál Zod
- Phyllis Thaxter (český dabing: Eva Klepáčová) jako Martha Kentová
- Susannah York (český dabing: ?) jako Lara
- Jeff East (český dabing: Marek Pavlovský) jako dospívající Clark Kent
- Marc McClure (český dabing: Michal Suchánek) jako Jimmy Olsen
- Sarah Douglas (český dabing: ?) jako Ursa
- Harry Andrews (český dabing: ?) jako Druhý starší

## Produkce
Film začal vznikat na konci roku 1973, kdy o něm přemýšlel Ilya Salkind. O rok později získal s dalšími producenty, svým otcem Alexanderem a jeho kolegou Pierreem Spenglerem, po dlouhém vyjednávání s vydavatelstvím DC Comics filmová práva na Supermana. Náčrt scénáře vytvořil Alfred Bester, na kompletní napsání skriptu najal Alexander Salkind Maria Puzu. Ten v červenci 1975 dodal 500stránkový scénář pro dva supermanovské filmy, které chtěli producenti točit zároveň. I pro dva celovečerní snímky byl však příliš dlouhý, proto producenti pověřili Roberta Bentona a Davida Newmana, aby ho zkrátili a upravili. Bentona, který byl posléze zaměstnán natáčením vlastního filmu, nahradila Newmanova manželka Leslie. Scénář pro oba snímky byl dokončen v červenci 1976.
Předprodukce začala v roce 1976 ve studiích v Římě, produkce se na konci toho roku přesunula do Anglie. Guy Hamilton, který měl snímek režírovat, však do Británie nemohl kvůli svému daňovému exilu, proto producenti museli najít nového režiséra. Stal se jím Richard Donner, který podepsal smlouvu na natočení snímků Superman i Superman 2. Podle Donnera byl scénář stále příliš rozsáhlý, proto si přivedl s sebou Toma Mankiewicze, aby skript, coby kreativní konzultant, upravil.
Již na začátku roku 1975 byl do role Jor-Ela obsazen Marlon Brando, o několik dní později získal roli Lexe Luthora Gene Hackman. Teprve v únoru 1977 bylo rozhodnuto, že Supermana bude hrát Christopher Reeve.
Hlavní natáčení bylo zahájeno v březnu 1977 v anglických Pinewood Studios. Souběžné filmování dvou snímků trvalo do října 1978, přičemž využity byly také různé lokace. New York využili filmaři jako Metropolis, scény ze Smallvillu se natáčely v Albertě, využity byly záběry i z Nového Mexika a Nevady. Kvůli nedodrženému rozpočtu a také kvůli značně překročenému naplánovanému rozvrhu natáčení, které mělo původně trvat osm měsíců, vzniklo mezi režisérem Donnerem a producenty napětí. Spory mezi nimi měl zmírnit nový koproducent Richard Lester, nakonec však došlo k rozhodnutí zastavit natáčení Supermana 2, který byl kompletní ze 75 %, a dokončit první film, jehož rozpočet dosáhl 55 milionů dolarů.

## Vydání
Film Superman měl slavnostní premiéru 10. prosince 1978 ve Washingtonu, dva měsíce po dokončení natáčení. Do amerických kin byl uveden 15. prosince téhož roku. Celosvětově utržil 300,2 milionů dolarů a stal se druhým nejvýdělečnějším filmem filmem roku 1978.
Pro televizní vysílání připravili producenti rozšířenou verzi filmu, která oproti verzi uváděné v kinech obsahuje navíc 45 minut původně nepoužitých záběrů.

## Přijetí
Film byl nominován na tři Oscary (Nejlepší střih, Nejlepší hudba, Nejlepší zvuk) a získal zvláštní Cenu Akademie za vizuální efekty.
Díky úspěchu snímku byly natočeny také navazující filmy Superman 2 (1980), Superman 3 (1983), Superman 4 (1987) a Superman se vrací (2006).